# Lasioglossum scutellare
Lasioglossum scutellare är en biart som först beskrevs av Morawitz 1876.  Lasioglossum scutellare ingår i släktet smalbin, och familjen vägbin. Inga underarter finns listade i Catalogue of Life.